# Shazam! (film)
Shazam! je americký akční film z roku 2019 režiséra Davida F. Sandberga, natočený na motivy komiksů z vydavatelství DC Comics o superhrdinovi jménem Shazam. V hlavní roli se společně představili Asher Angel a Zachary Levi, přičemž Angel ztvárnil chlapce Billyho Batsona, jenž se dokáže přeměnit v superhrdinu (Levi). V dalších rolích se objevili Mark Strong, Ron Cephas Jones, Grace Fulton, Jack Dylan Grazer a Ian Chen. Jedná se o sedmý snímek filmové série DC Extended Universe.
Do amerických kin byl film uveden 5. dubna 2019.